# Suore francescane di Nostra Signora del Monte
Le Suore Francescane di Nostra Signora del Monte sono un istituto religioso femminile di diritto diocesano.

## Storia
La congregazione venne fondata da Rosa Bianchi (morta nel 1782) con l'aiuto del frate minore Giovanni Battista da Rapallo, responsabile del convento francescano e del santuario di Nostra Signora del Monte presso Genova.
Il 25 gennaio 1759 la Bianchi e alcune sue compagne del terz'ordine francescano iniziarono a condurre vita comune e aprirono un conservatorio per l'educazione e l'istruzione delle fanciulle, sia ospiti del conservatorio che esterne.
La congregazione venne approvata da Andrea Charvaz, arcivescovo di Genova, il 22 giugno 1853 e venne aggregata all'Ordine dei Frati Minori il 16 giugno 1956.

## Attività e diffusione
Le religiose si dedicano all'istruzione e all'educazione cristiana dell'infanzia e della gioventù mediante scuole, asili, pensionati e la catechesi; si dedicano all'assistenza infermieristica, anche a domicilio, ad anziani e ammalati; sono attive anche in terra di missione con opere a favore dei poveri e dei lebbrosi.
Sono attive in Italia (Liguria, Piemonte, Valle d'Aosta, Lazio, Basilicata e Puglia) e, dal 1975, in Burundi e Repubblica Democratica del Congo; la sede generalizia è in via Madre Rosa Bianchi a Genova.